# Guy Vallancien
Pour les articles homonymes, voir Valencien.
Guy Vallancien, né le 1er janvier 1946 à Boulogne-Billancourt, est un chirurgien urologue et universitaire français, membre de l'Académie nationale de médecine.
Il est impliqué dans plusieurs polémiques, notamment à cause de son rôle de directeur dans le scandale du charnier de l'université Paris-Descartes, ou de ses prises de positions dans l'affaire du Médiator, dont il a nié la dangerosité. À l'occasion d'une controverse sur les modalités de prévention du cancer de la prostate, des rapports et certificats qu'il a rédigés ont conduit l'Ordre des médecins à lui infliger un blâme.

## Biographie
Après des études au lycée Janson-de-Sailly à Paris, il opte pour une carrière médicale et devient interne des hôpitaux de Paris en 1972. Il soutient sa thèse en 1978, puis occupe un poste de chef de clinique-assistant en urologie à l'hôpital de la Pitié-Salpêtrière, de 1979 à 1982. Il rejoint ensuite le Centre médico-chirurgical de la porte de Choisy à Paris.
Il est nommé professeur des universités en 1992, il enseigna de 1992 à 2015, chef du  département d’urologie à l’Institut mutualiste Montsouris de 1996 à 2011, secrétaire général de l’Association française d’urologie (AFU) de 1986 à 1992, chairman du Comité des Lois de l’European Association of Urology (EAU) en 1991, membre du Strategy Planning Board de 1998 à 2001 de la même association, trésorier de la Société internationale d’urologie de 1997 à 1998, secrétaire général du Conseil National de la Chirurgie, de 2008 à 2012, et membre de l'Académie nationale de chirurgie (2e division - Urologie - Cancérologie) depuis 2003.
En octobre 2015, sa réaction à la révélation d’examens vaginaux pratiqués sans leur consentement sur des patientes endormies, notamment par des externes de Lyon-Sud, suscite une vive polémique. Interrogé par la BBC dans le cadre d'une émission sur les violences gynécologiques, il affirme : « Mes chefs m’ont appris à m’entraîner à pratiquer des examens rectaux et vaginaux à des personnes sous anesthésie, sans aucun consentement du patient. (...) C’est normal, c’est comme ça qu’on apprend. Doit-on avoir un formulaire de consentement, un de plus ? ». Ses propos, ainsi que ceux des autres professionnels défendant sa position, sont dénoncés par la conférence des doyens de faculté de médecine, qui déclare dans un communiqué : « Quelles que soient les modalités de pratique médicale (...), aucun geste, examen clinique, acte de diagnostic ou de traitement, ne saurait être réalisé sans l’information et le consentement du patient ».
Le 11 juin 2021, la chambre disciplinaire nationale de l’Ordre des médecins le sanctionne en appel d'un blâme ,,. L'affaire est liée à une polémique sur l'utilité du dosage de la PSA dans la prévention du cancer de la prostate, le professeur Vallancien militant activement pour cette pratique contre l'avis de la Haute Autorité de santé. Il a, dans une affaire judiciaire opposant un médecin à son patient, rédigé un rapport visant à apprécier la prise en charge de ce médecin traitant. La Chambre disciplinaire a estimé que le rapport contenait « des affirmations caricaturales et des jugements de valeurs catégoriques » ayant servi à discréditer le médecin faisant l'objet du rapport ce qui est constitutif d'un manquement aux rapports de bonne confraternité. Par ailleurs, dans le cadre de cette affaire, il a été amené à rédiger un certificat que le jugement établit comme "mensonger", cet acte constituant un manquement de nature à déconsidérer la profession, ainsi qu'une atteinte au principe de moralité.
En septembre 2021, il est désigné membre de la commission « Les Lumières à l'ère numérique » animée par Gérald Bronner. La pneumologue Irène Frachon, lanceuse d’alerte de l’affaire du Mediator, qualifie Guy Vallancien de « fer de lance d’une nébuleuse de médecins (...) qui, depuis des années et sans vergogne, tentent de (...) nier la gravité du drame humain causé par le Mediator », et déplore sa participation à la commission, estimant qu'elle ne fera que « creus[er] un peu plus le fossé entre beaucoup de nos concitoyens et les élites qu’ils critiquent, à tort ou parfois à raison »,. Face à la pression, il annonce le 7 octobre 2021 sa démission de la commission.

## Activités  scientifiques, universitaires et politiques
Professeur honoraire des universités, auteur de plus de 250 publications scientifiques, de 35 films et vidéos et coauteur de 20 livres scientifiques, Guy Vallancien est un pionnier internationalement reconnu[réf. nécessaire] dans la mise au point et le développement de la chirurgie cœlioscopique et robotique des cancers de la prostate,, du rein et de la vessie, ainsi que dans les innovations techniques du traitement des lithiases urinaires par voie per-cutanée et par lithotripsie extracorporelle.
Cofondateur en 2009 et président la Convention on Health Analysis and Management (CHAM) qui réunit chaque année 500 décideurs et experts du monde de la santé: hospitaliers, médecins libéraux, patients, chercheurs, industriels, assureurs et politiques qui débattent librement de thèmes d'actualité et de prospective sanitaire.
Fondateur et directeur l’École européenne de chirurgie (EEC) (2001 à 2017).
Fondateur et président du Cercle santé société (2004-2016) regroupant des médecins, des économistes, des sociologues et des philosophes.
Directeur du centre de don des corps de l'université Paris-Descartes (2004-2014). Son rôle, à ce poste, fait l'objet d'une controverse à la suite des révélations faites en 2019 par le magazine L'Express sur la gestion et la conservation des corps données à la science. Par la suite l'hebdomadaire a documenté un possible conflit d'intérêts du professeur Vallancien entre ses fonctions de directeur de cet organisme universitaire, et celles de dirigeant de l'École européenne de chirurgie. En effet, l'école faisait l'acquisition des corps à un tarif public faible pour les mettre à disposition d'industriels plusieurs fois le prix initial,.
Chargé de mission auprès de différents ministres français de la Santé :
- Jean-François Mattei en 2002-2003 dans le cadre du plan hôpital 2007 sur la gouvernance hospitalière[27] ;
- Xavier Bertrand en  2006 sur la chirurgie dans les petits hôpitaux [28] ;
- Roselyne Bachelot en  2006 sur la rémunération des chirurgiens[29] et deux rapports , un sur les maisons de santé et un autre sur la gouvernance hospitalière.

Membre de la Commission sur l’avenir des centres hospitaliers (2009).
Membre du Conseil scientifique de l'Office parlementaire d'évaluation des choix scientifiques et technologiques (OPECST).

## Livres et publications
- À l'origine des sensations, des émotions et de la raison : j'aime donc je suis, l'Harmattan, 2019.
- Homo Artificialis, plaidoyer pour un humanisme numérique, Michalon, 2017.
- La médecine sans médecin ? le numérique au service du malade, Gallimard, 2015.
- La santé n'est pas un droit, manifeste pour une autre médecine, Bourin, 2007
- La Révolution médicale, coauteur, Le seuil, 2003
- Les hommes aussi ont leurs secrets… : la prostate, ses maladies, les différents traitements, leurs coûts,  éd. du Rocher, 1998,

## Distinctions
- Chevalier de la Légion d'honneur 2000[32]
- Officier de la Légion d'honneur 2010[33]
- Officier de l'ordre national du Mérite[34]
- Officier de l'Ordre du Lion, Sénégal, 1992.
- Médaille d'or de l’Association française d'urologie, 2000